# 72e cérémonie des Oscars
La 72e cérémonie des Oscars du cinéma s'est déroulée le 26 mars 2000, au Shrine Auditorium de Los Angeles, et a été présentée par l'acteur, réalisateur, scénariste et producteur américain, Billy Crystal.
Elle a été marquée par le triomphe d'American Beauty.

## Palmarès
Les lauréats sont indiqués ci-dessous en premier de chaque catégorie et en gras.

### Meilleur film
Cet Oscar récompense les producteurs.
- American Beauty — Bruce Cohen et Dan Jinks
  - L'Œuvre de Dieu, la part du Diable — Richard N. Gladstein
  - La Ligne verte — David Valdes et Frank Darabont
  - Révélations — Michael Mann et Pieter Jan Brugge
  - Sixième Sens (The Sixth Sense) — Kathleen Kennedy, Frank Marshall et Barry Mendel

### Meilleur réalisateur
- Sam Mendes pour American Beauty
  - Lasse Hallström pour L'Œuvre de Dieu, la part du Diable
  - Spike Jonze pour Dans la peau de John Malkovich
  - Michael Mann pour Révélations
  - M. Night Shyamalan pour Sixième sens (The Sixth Sense)

### Meilleur acteur
- Kevin Spacey pour le rôle de Lester Burnham dans American Beauty
  - Russell Crowe pour le rôle de Jeffrey Wigand dans Révélations
  - Richard Farnsworth pour le rôle de Alvin Straight dans Une histoire vraie
  - Sean Penn pour le rôle de Emmet Ray dans Accords et Désaccords
  - Denzel Washington pour le rôle de Rubin Carter dans Hurricane Carter

### Meilleure actrice
- Hilary Swank pour le rôle de Brandon Teena dans Boys Don't Cry
  - Annette Bening pour le rôle de Carolyn Burnham dans American Beauty
  - Janet McTeer pour le rôle de Mary Jo Walker dans Libres comme le vent (Tumbleweeds)
  - Julianne Moore pour le rôle de Sarah Miles dans La Fin d'une liaison
  - Meryl Streep pour le rôle de Roberta Guaspari dans La Musique de mon cœur

### Meilleur acteur dans un second rôle
- Michael Caine pour le rôle du docteur Wilbur Larch dans L'Œuvre de Dieu, la part du Diable
  - Tom Cruise pour le rôle de Frank T.J. Mackey dans Magnolia
  - Michael Clarke Duncan pour le rôle de John Coffey dans La Ligne verte
  - Jude Law pour le rôle de Dickie Greenleaf dans Le Talentueux Mr Ripley
  - Haley Joel Osment pour le rôle de Cole Sear dans Sixième Sens (The Sixth Sense)

### Meilleure actrice dans un second rôle
- Angelina Jolie pour le rôle de Lisa Rowe dans Une vie volée
  - Toni Collette pour le rôle de Lynn Sear dans Sixième Sens (The Sixth Sense)
  - Catherine Keener pour le rôle de Maxine Lund dans Dans la peau de John Malkovich
  - Samantha Morton pour le rôle de Hattie dans Accords et Désaccords
  - Chloë Sevigny pour le rôle de Lana Tisdel dans Boys Don't Cry

### Meilleur scénario original
- American Beauty - Alan Ball
  - Dans la peau de John Malkovich - Charlie Kaufman
  - Magnolia - Paul Thomas Anderson -
  - Sixième Sens (The Sixth Sense) - M. Night Shyamalan
  - Topsy-Turvy - Mike Leigh

### Meilleur scénario adapté
- L'Œuvre de Dieu, la part du Diable - John Irving
  - L'Arriviste (Election) - Alexander Payne et Jim Taylor
  - La Ligne verte - Frank Darabont
  - Révélations - Eric Roth et Michael Mann
  - Le Talentueux Mr Ripley - Anthony Minghella

### Meilleur film en langue étrangère
- Tout sur ma mère (Todo sobre mi madre) de Pedro Almodóvar •  Espagne
  - Himalaya : L'Enfance d'un chef d'Éric Valli •  Népal
  - Est-Ouest de Régis Wargnier •  France
  - Solomon et Gaenor (Solomon and Gaenor) de Paul Morrison •  Royaume-Uni
  - Under solen de Colin Nutley •  Suède

### Meilleure photographie
- American Beauty - Conrad L. Hall
  - La Fin d'une liaison - Roger Pratt
  - Révélations - Dante Spinotti
  - Sleepy Hollow - Emmanuel Lubezki
  - La neige tombait sur les cèdres (Snow Falling on Cedars) - Robert Richardson -

### Meilleurs costumes
- Topsy-Turvy - Lindy Hemming
  - Anna et le Roi - Jenny Beavan
  - Sleepy Hollow - Colleen Atwood
  - Le Talentueux Mr Ripley - Gary Jones et Ann Roth
  - Titus - Milena Canonero

### Meilleurs décors
- Sleepy Hollow – Rick Heinrichs (direction artistique), Peter Young (décors)
  - Anna et le Roi (Anna and the King) – Luciana Arrighi (direction artistique), Ian Whittaker (décors)
  - L'Œuvre de Dieu, la part du Diable (The Cider House Rules) – David Gropman (direction artistique), Beth Rubino (décors)
  - Le Talentueux Mr Ripley (The Talented Mr. Ripley) – Roy Walker (direction artistique), Bruno Cesari (décors)
  - Topsy-Turvy – Eve Stewart (direction artistique), Eve Stewart, John Bush(décors)

### Meilleurs maquillages
- Topsy-Turvy – Christine Blundell et Trefor Proud
  - Austin Powers 2 : L'Espion qui m'a tirée (Austin Powers: The Spy Who Shagged Me) – Michèle Burke et Mike Smithson
  - L'Homme bicentenaire (Bicentennial Man) – Greg Cannom
  - Perpète (Life) – Rick Baker

### Meilleur montage
- Matrix - Zach Staenberg
  - American Beauty - Tariq Anwar et Christopher Greenbury
  - L'Œuvre de Dieu, la part du Diable - Lisa Zeno Churgin
  - Révélations - William Goldenberg, David Rosenbloom et Paul Rubell
  - Sixième Sens (The Sixth Sense) - Andrew Mondshein

### Meilleur son
- Matrix - John Reitz, Gregg Rudloff, David Campbell et David Lee
  - La Ligne verte - Robert J. Litt, Elliot Tyson, Michael Herbick (en) et Willie D. Burton
  - Révélations - Andy Nelson, Doug Hemphill et Lee Orloff
  - La Momie - Leslie Shatz, Chris Carpenter, Rick Kline et Chris Munro
  - Star Wars, épisode I : La Menace fantôme - Gary Rydstrom, Tom Johnson, Shawn Murphy et John Midgley

### Meilleur montage sonore
- Matrix - Dane A. Davis
  - Fight Club - Ren Klyce et Richard Hymns
  - Star Wars, épisode I : La Menace fantôme - Ben Burtt et Tom Bellfort

### Meilleurs effets visuels
- Matrix - John Gaeta, Janek Sirrs, Steve Courtley et Jon Thum
  - Star Wars, épisode I : La Menace fantôme - John Knoll, Dennis Muren, Scott Squires et Rob Coleman
  - Stuart Little - John Dykstra, Jerome Chen, Henry Anderson et Eric Allard

### Meilleure musique
- Le Violon rouge - John Corigliano
  - American Beauty – Thomas Newman
  - Les Cendres d'Angela (Angela's Ashes) – John Williams
  - L'Œuvre de Dieu, la part du Diable (The Cider House Rules) – Rachel Portman
  - Le Talentueux M. Ripley (The Talentend Mr. Ripley) – Gabriel Yared

### Meilleure chanson originale
- Tarzan - You'll Be in My Heart, musique et texte de Phil Collins
  - South Park, le film : Plus long, plus grand et pas coupé -  Blame Canada, musique et texte de Trey Parker et Marc Shaiman
  - La Musique de mon cœur - Music of My Heart, musique et texte de Diane Warren
  - Magnolia - Save Me, musique et texte d'Aimee Mann
  - Toy Story 2 - When She Loved Me, musique et texte de Randy Newman

### Meilleur film documentaire
- Un jour en septembre (One Day in September) - Arthur Cohn et Kevin Macdonald
  - Buena Vista Social Club - Wim Wenders et Ulrich Felsberg
  - Genghis Blues - Roko Belic et Adrian Belic
  - On the Ropes - Nanette Burstein et Brett Morgen
  - Speaking in Strings - Paola di Florio et Lilibet Foster

### Meilleur court métrage (prises de vues réelles)
- My Mother Dreams the Satan's Disciples in New York, de Barbara Schock et Tammy Tiehel
  - Bror, min bror d'Henrik Ruben Genz et Michael W. Horsten
  - Killing Joe de Mehdi Norowzian et Steve Wax
  - Kleingeld de Marc-Andreas Bochert et Gabriele Lins
  - Grands et petits miracles de Marcus Olsson

### Meilleur court métrage (documentaire)
- King Gimp, de Susan Hannah Hadary et William A. Whiteford
  - Eyewitness, de Bert Van Bork
  - The Wildest Show in the South: The Angola Prison Rodeo, de Simeon Soffer - (un film sur le Louisiana State Penitentiary)
  - Genghis Blues de Roko Belic[1]

### Meilleur court métrage (animation)
- Le Vieil Homme et la Mer, d'Alexandre Petrov
  - 3 Misses, de Paul Driessen
  - Humdrum, de Peter Peake
  - Ma grand-mère repassait les chemises du roi, de Torill Kove
  - When the Day Breaks, de Wendy Tilby et Amanda Forbis (en)

### Oscar d'honneur
- Andrzej Wajda

### Irving G. Thalberg Memorial Award
- Warren Beatty

### Gordon E. Sawyer Award
- Dr Roderick T. Ryan

## Statistiques

### Nominations multiples
- 8 : American Beauty
- 7 : L'Œuvre de Dieu, la part du Diable, Révélations
- 6 : Sixième Sens
- 5 : Le Talentueux Mr Ripley
- 4 : La Ligne verte, Matrix, Topsy-Turvy
- 3 : Dans la peau de John Malkovich, Magnolia, Sleepy Hollow, Star Wars, épisode I : La Menace fantôme
- 2 : Accords et Désaccords, Anna et le Roi, Boys Don't Cry, La Fin d'une liaison, La Musique de mon cœur

### Récompenses multiples
- 5 / 8 : American Beauty
- 4 / 4 : Matrix
- 2 / 7 : L'Œuvre de Dieu, la part du Diable
- 2 / 4 : Topsy-Turvy

### Les grands perdants
- 1 / 3: Sleepy Hollow
- 1 / 2: Boys Don't Cry
- 0 / 7: Révélations
- 0 / 6: Sixième Sens
- 0 / 5: Le Talentueux Mr Ripley
- 0 / 4: La Ligne verte
- 0 / 3: Dans la peau de John Malkovich
- 0 / 3: Magnolia
- 0 / 3: Star Wars, épisode I : La Menace fantôme

## Hommages
Edward Norton présente l'hommage rendue par l'Académie. aux personnalités du monde du cinéma décédées l'année précédente : Sylvia Sidney, Jim Varney, Ernest Gold, Ruth Roman, Henry Jones, Robert Bresson, Desmond Llewelyn, Mario Puzo, Allan Carr, Rory Calhoun, Frank Tarloff, Marc Davis, Hedy Lamarr, Victor Mature, Garson Kanin, Roger Vadim, Mabel King, Oliver Reed, Albert Whitlock, Ian Bannen, Abraham Polonsky, Dirk Bogarde, Edward Dmytryk, Lila Kedrova, Charles 'Buddy' Rogers, Madeline Kahn et George C. Scott.